# Nico Buwalda

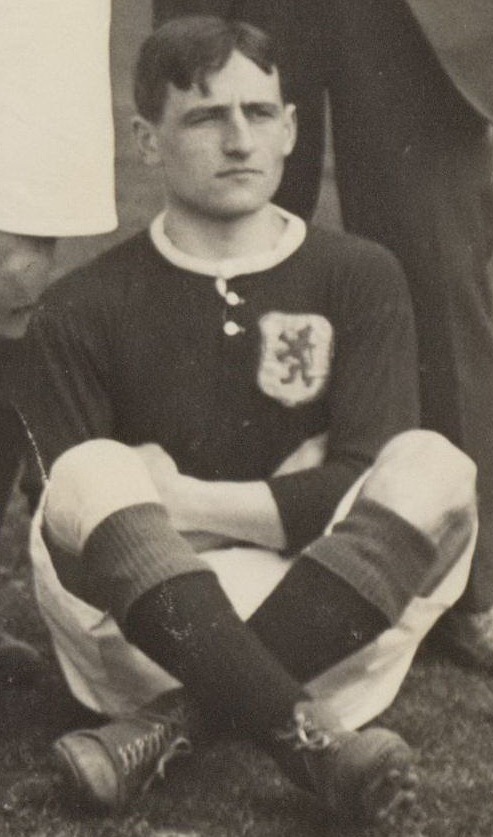
Nico Buwalda (1914)

Nico Buwalda (* 25. Juni 1890 in Weesp; † 13. Juni 1970) war ein niederländischer Fußballspieler.
Buwalda begann mit dem Fußballsport bei Rapiditas Weesp. Später wechselte er zu Ajax Amsterdam, wo er als schneller Linksaußen in 20 Pflichtspielen auflief. Zusammen mit seinem Mannschaftskameraden Gé Fortgens war er Starspieler des Vereins. Im Frühjahr 1914 gab er beim Freundschaftsspiel gegen Deutschland sein Debüt in der niederländischen Fußballnationalmannschaft. Ein zweites Länderspiel bestritt er drei Wochen später gegen Belgien. Danach beendete der Erste Weltkrieg seine Karriere als Nationalspieler.
Nach dem Abstieg von Ajax im Jahr 1914 verließ er den Verein und ging zum USV Hercules nach Utrecht. In der Saison 1922/23 kehrte er zu Ajax zurück und bestritt dort noch einmal acht Spiele, sein letztes am 27. Januar 1923. Danach ließ er seine Karriere bei seinem Heimatverein Rapiditas Weesp ausklingen.
In der Mitte der 1990er neu errichteten Amsterdam Arena ziert sein Porträt die Katakomben.
| Personendaten    | Personendaten                   |
| ---------------- | ------------------------------- |
| NAME             | Buwalda, Nico                   |
| KURZBESCHREIBUNG | niederländischer Fußballspieler |
| GEBURTSDATUM     | 25. Juni 1890                   |
| GEBURTSORT       | Weesp, Niederlande              |
| STERBEDATUM      | 13. Juni 1970                   |